# Martinroda (Vacha)
Martinroda ist ein Ortsteil der Stadt Vacha im Wartburgkreis in Thüringen.

## Geografie
Der Ort Martinroda liegt in der Vorderrhön etwa 11 km (Luftlinie) westlich der Kreisstadt Bad Salzungen.

### Berge
Die Landschaft um das im Stadtlengsfelder Hügelland gelegene Martinroda wird von den markanten Kuppen der östlichen Kuppenrhön geprägt. Dies gilt insbesondere für die unmittelbar westlich befindlichen Berge Öchsen (627,2 m ü. NN) und Dietrichsberg (668,9 m ü. NN). Als höchster Punkt des Ortsteils Martinroda gilt der Schorn (452,3 m ü. NN). Bedeutend sind ferner der Riesenberg (378,4 m ü. NN) und der Hoppberg (378,1 m ü. NN).

### Gewässer
Die Gemarkung liegt im Flusssystem der Werra. Die Oechse, mit ihren Zuflüssen Nußgraben und Schiegelbach, entwässert den nördlichen, westlichen und südlichen Teil der Gemeinde; der östliche Rand entwässert über den Riesengraben in das Tal der Felda und somit wiederum in die Werra.

## Geschichte

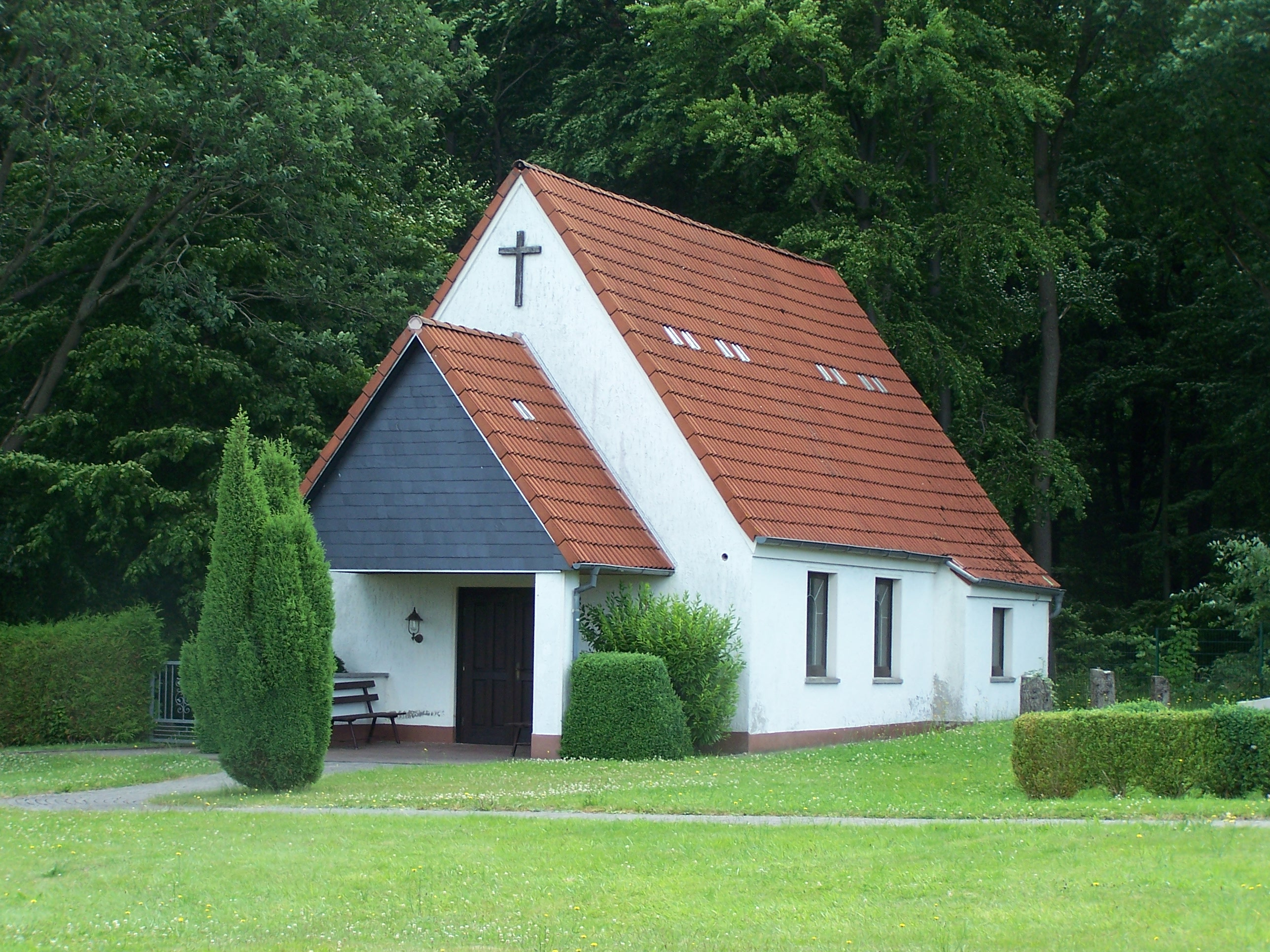
Die Kapelle in Martinroda.

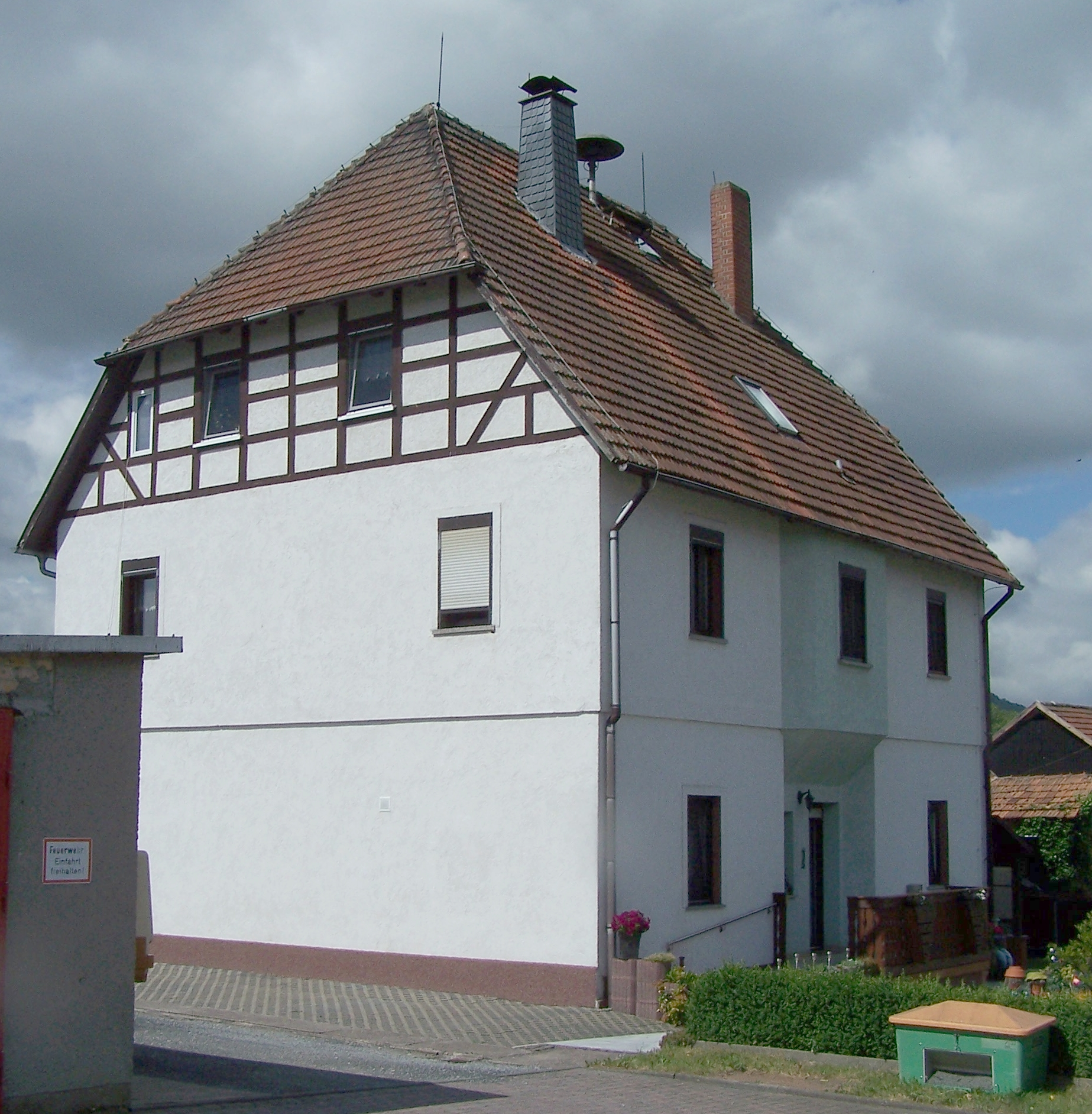
Das ehemalige Schulgebäude in Martinroda.

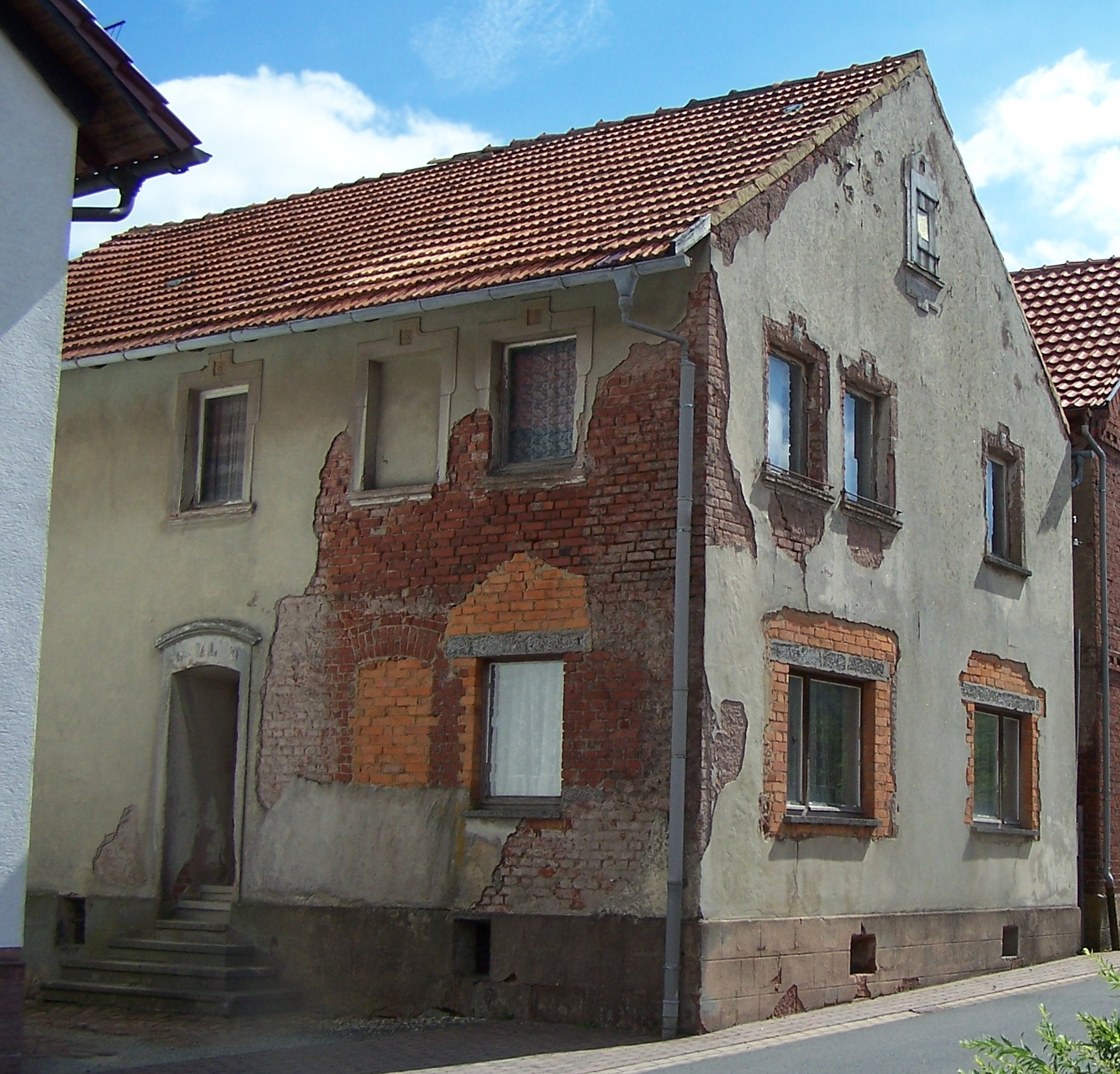
Wohnhausruine – ein Opfer des Gebirgsschlags von 1989.

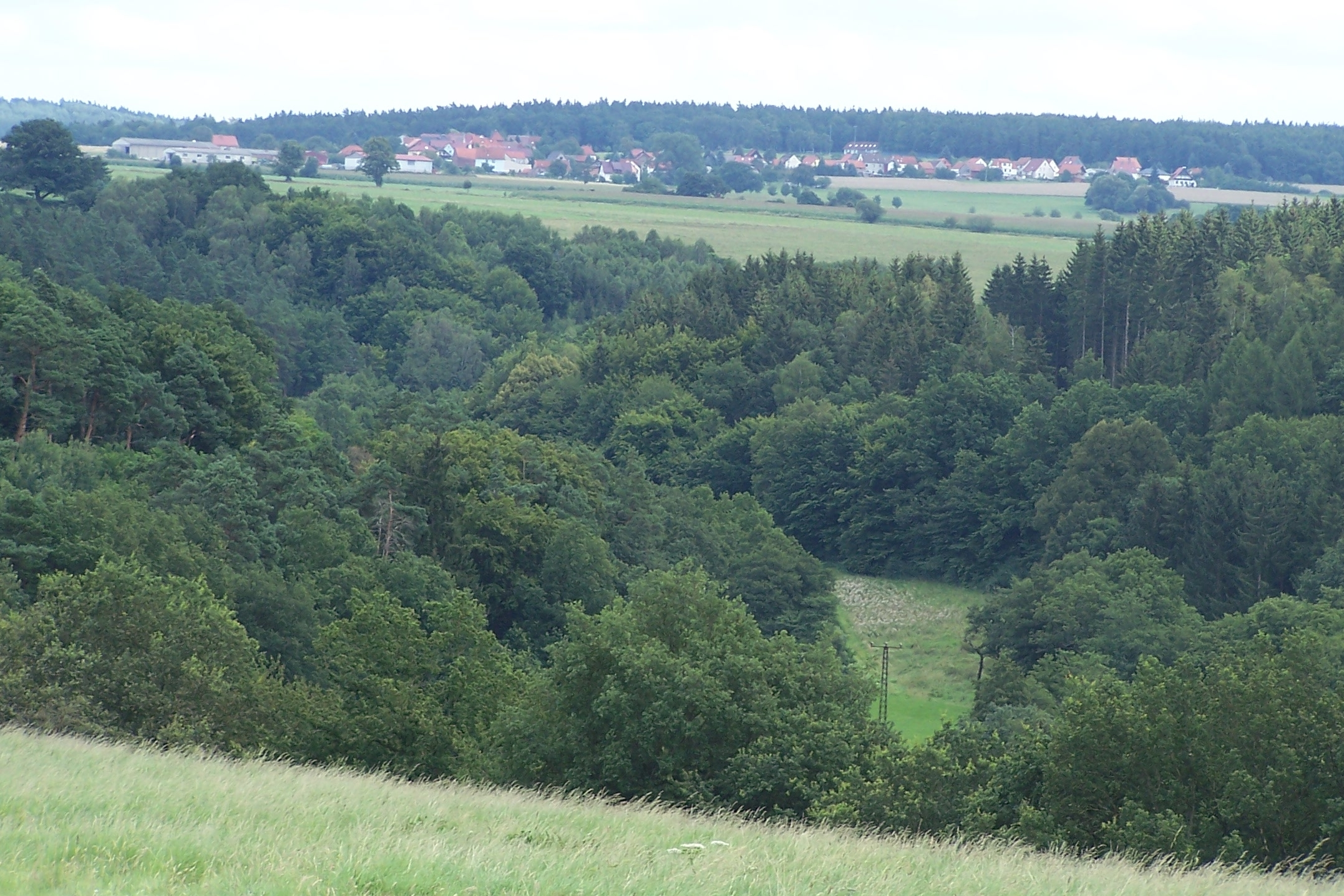
Blick über das Öchsetal von Westen nach Martinroda.

### Vor- und Frühgeschichte
Das Gebiet um den Berg Oechsen war bereits in vor- und frühgeschichtlicher Zeit ein Zentrum
der Besiedlung und durch die Anlage von Wallburgen in Gipfellagen geschützt. Grabungsfunde aus der Zeit der Kelten veranlassten in den 1990er Jahren die Gründung eines Freilichtmuseums „Keltendorf“ am Südwesthang des Öchsenberges bei Sünna.

### Ortsname
Der Ortsname Martinroda findet sich am 29. März 1389 als erste beurkundete Erwähnung. Eine bei Vacha angegebene Siedlung Merbertsroda wurde im Frankensteiner Verkaufsbrief (1330) erwähnt. Martinroda ist geschichtlich sehr eng mit dem nur 2 km entfernten, auf der gegenüberliegenden Talseite gelegenen Nachbarort Völkershausen verbunden, wo sich die zugehörige Pfarrkirche Martinrodas befand.

### Die Herrschaft Völkershausen
Das Gebiet um Martinroda gehörte mit zu den Besitztümern und restlichen Gebietsteilen, welche von den Herren von Frankenstein 1330 an die Grafen von Henneberg verkauft wurden. Die Henneberger besaßen im 13. Jahrhundert bereits einen Burgsitz in Völkershausen und übten die niedere Gerichtsbarkeit aus. Nach den Frankensteinern übernahmen die Herren von Völkershausen die Gerichtsbarkeit und Verwaltung dieses Gebietes. Ihre Burganlage war schwer befestigt und lag im oberen Teil des Ortes (heutiges Schulgelände). Beim Ausbruch des Bauernkrieges im mittleren Werratal beteiligten sich auch Martinrodaer Bauern und traten dem „Schwarzen Haufen“ bei. Die militärisch unerfahrenen Bauern belagerten zu Ostern 1525 vergeblich die Burganlagen in Völkershausen und Dietlas. Aus der Stadt Vacha erhielten sie Verstärkung und Waffen. Der Zug vor die Stadt Eisenach kostete den Vachaer Landsknechtshauptmann Hans Sippel und weiteren Anführern des Bauernhaufens das Leben, sie waren in eine Falle geraten. Der Aufstand endete nach der Niederlage in Frankenhausen mit Vergeltungsmaßnahmen der Landesherren. Die sozialen Spannungen blieben bestehen, zudem wurden auch religiöse Spannungen durch die um Vacha bereits früh und intensiv betriebene Reformationsbewegung und die zuvor bereits gescheiterte Wiedertäuferbewegung sichtbar. Den „Lutherischen Glauben“ führte Hans (der Fünfte) von Völkershausen (1481–1542) nach dem Weggang des katholischen Pfarrers Michael Tratter im Jahre 1534 ein. Der erste evangelische Pfarrer hieß Ludwig Landgraf.

### Neuzeit
Um 1610 zählte der Ort gerade 17 Häuser. Während der 1635 eingeschleppten Pest verstarben 35 Personen, auch die durchziehenden Heerscharen, namentlich die Kroaten, verschonten den Ort nicht. 1707 starb der letzte Herr von Völkershausen, und Landgraf Karl von Hessen zog deshalb die Hälfte des Gerichtes, als heimgefallenes Hersfelder Lehen, an sich und kaufte auch die Allodialgüter. Völkershausen bildete so bereits im 18. Jahrhundert mit den Dörfern Wölferbütt, Willmanns und Martinroda bis zur Aufhebung der Patrimonialgerichte einen verwaltungsrechtlichen Sonderfall im späteren Großherzogtum Sachsen-Weimar-Eisenach, ein landgräflich-hessisches Patrimonialamt. Martinroda erhielt 1804 eine eigene Schule.
Der Spruch „In Martinroda lernen die Ochsen das Pflügen“ war keine Beleidigung, vielmehr übernahmen einige Bauern das erforderliche Einüben des Ackerns bei jungen Ochsen. Diese „Ochsenschule“ war sehr erfolgreich und verhalf den Bauern auch nebenbei zu gut gepflügten Äckern.
1879 wurden, basierend auf der Volkszählung von 1875, erstmals statistische Angaben zum Ort Martinroda publiziert. Dieser hatte zum Stichtag 42 Wohnhäuser mit 240 Einwohnern. Die Größe der Martinrodaer Flur betrug damals 209,8 ha, davon Höfe und Gärten 7,4 ha, Wiesen 28,6 ha, Ackerfläche 129,1 ha, Wald 6,7 ha, Teiche, Bäche und Flüsse 0,1 ha. Auf Wege, Triften, Ödland und Obstbauplantagen entfielen 37,8 ha. Die Waldfläche wurde im 20. Jahrhundert durch Aufforstung ertragsarmer Äcker an der Vachaer Grenze und durch die Zuführung eines Forstes an der Grenze zu Wölferbütt beträchtlich vergrößert und beträgt gegenwärtig etwa 56 % der Gesamtfläche. Zum Viehbestand: die Martinrodaer hatten 123 Rinder, 82 Schafe, 41 Schweine und 12 Ziegen.
Die um die Jahrhundertwende einsetzende Kaliindustrie schuf auch für die Martinrodaer Bevölkerung Arbeitsplätze, in den Nachbarorten Dietlas, Menzengraben und Merkers entstanden Schachtanlagen. Keine größeren Schäden in der Gemeinde verursachte der Gebirgsschlag von Völkershausen im März 1989. Die in der neuerbauten Friedhofskapelle angebrachte Glocke trägt auch zur Erinnerung an dieses Ereignis die Inschrift „Gott segne und erhalte Martinroda“.
Zum 31. Dezember 2013 wurde der Ort in die Stadt Vacha eingegliedert.

### Einwohnerentwicklung
Entwicklung der Einwohnerzahl:
| - 1995 – 301 - 2000 – 309 - 2005 – 295 - 2010 – 274 |

 Datenquelle: ab 1994 Thüringer Landesamt für Statistik – Werte vom 31. Dezember

## Wirtschaft und Infrastruktur

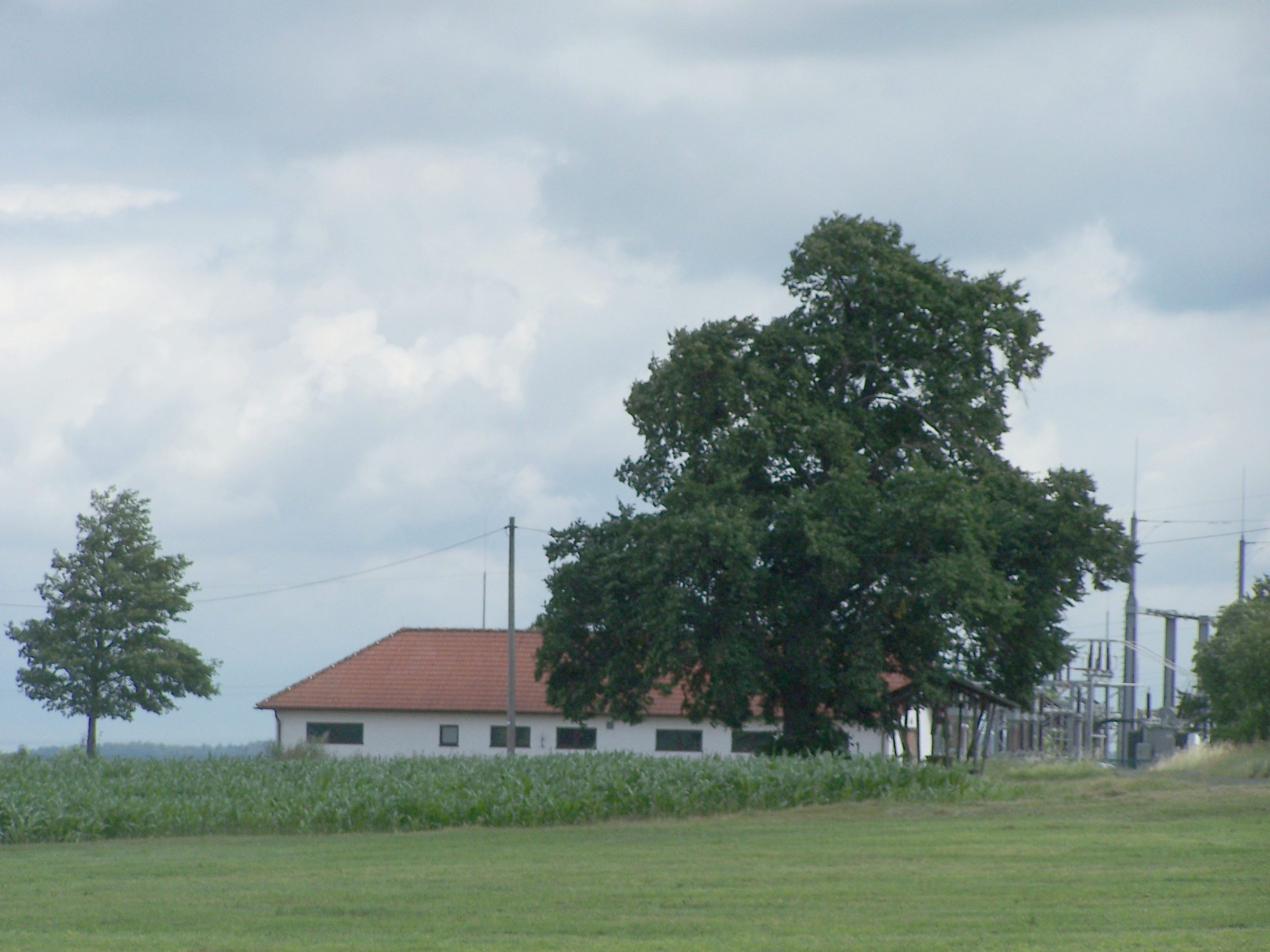
Das Umspannwerk bei Martinroda.

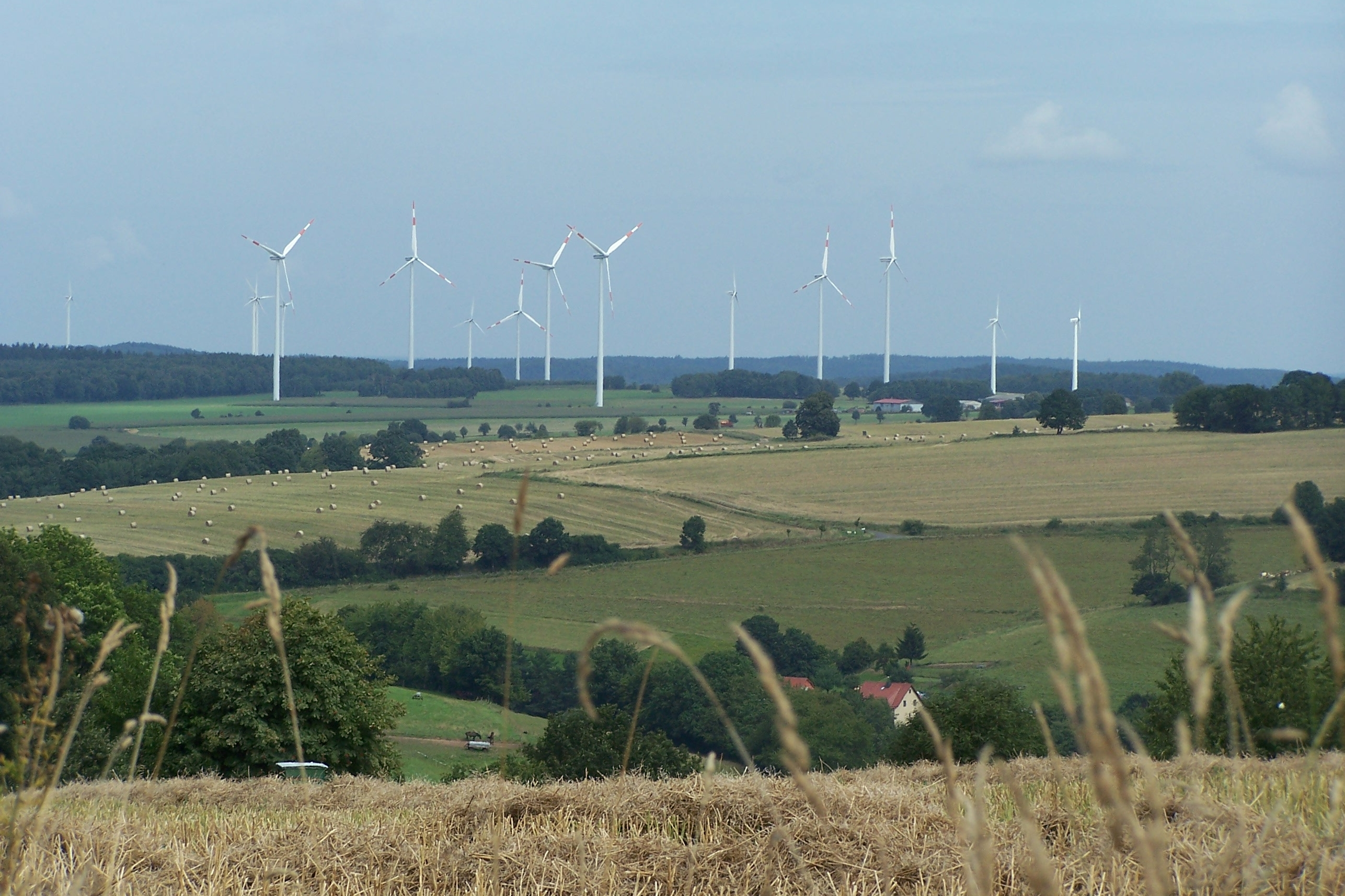
Windkraftanlagen und Landwirtschaft bestimmen gegenwärtig die wirtschaftliche Entwicklung des Ortes.

### Ansässige Unternehmen
Nordwestlich des Ortes markieren etwa 15 moderne Windkraftanlagen den mit der Energiewende nochmals vergrößerten Windpark bei Martinroda. Das über die Hochfläche verteilte Kraftwerk entstand bereits in den 1990er Jahren und nutzt die windige Lage des Standortes.
Größter Arbeitgeber im Ort ist die Rhön-Agrargenossenschaft e.G. Martinroda. Die modernen Stallungen und Lagergebäude wurden am Rand der Siedlung Busengraben errichtet. Dieser zertifizierte Betrieb hat sich auf die Herdbuchzucht von Limousin-Rindern und Z-Saatgut spezialisiert und bewirtschaftet die im Umkreis von Martinroda befindlichen Äcker und Weiden.

### Verkehr
Martinroda ist mit Vacha über die Landesstraße 2601 verbunden. Der nächstgelegene Anschluss an die A 4 befindet sich im hessischen Friedewald.
Die nächstgelegenen Anschlussbahnhöfe im Schienenverkehr befinden sich seit der Stilllegung der Bahnstrecke Bad Salzungen–Vacha in Bad Salzungen, Bad Hersfeld und Eisenach.
Martinroda ist mit der Buslinie 111 (Vacha – Völkershausen – Oechsen) des Verkehrsunternehmen Wartburgmobil an den Öffentlichen Personennahverkehr angeschlossen.